# Pierre Tranquille Husnot

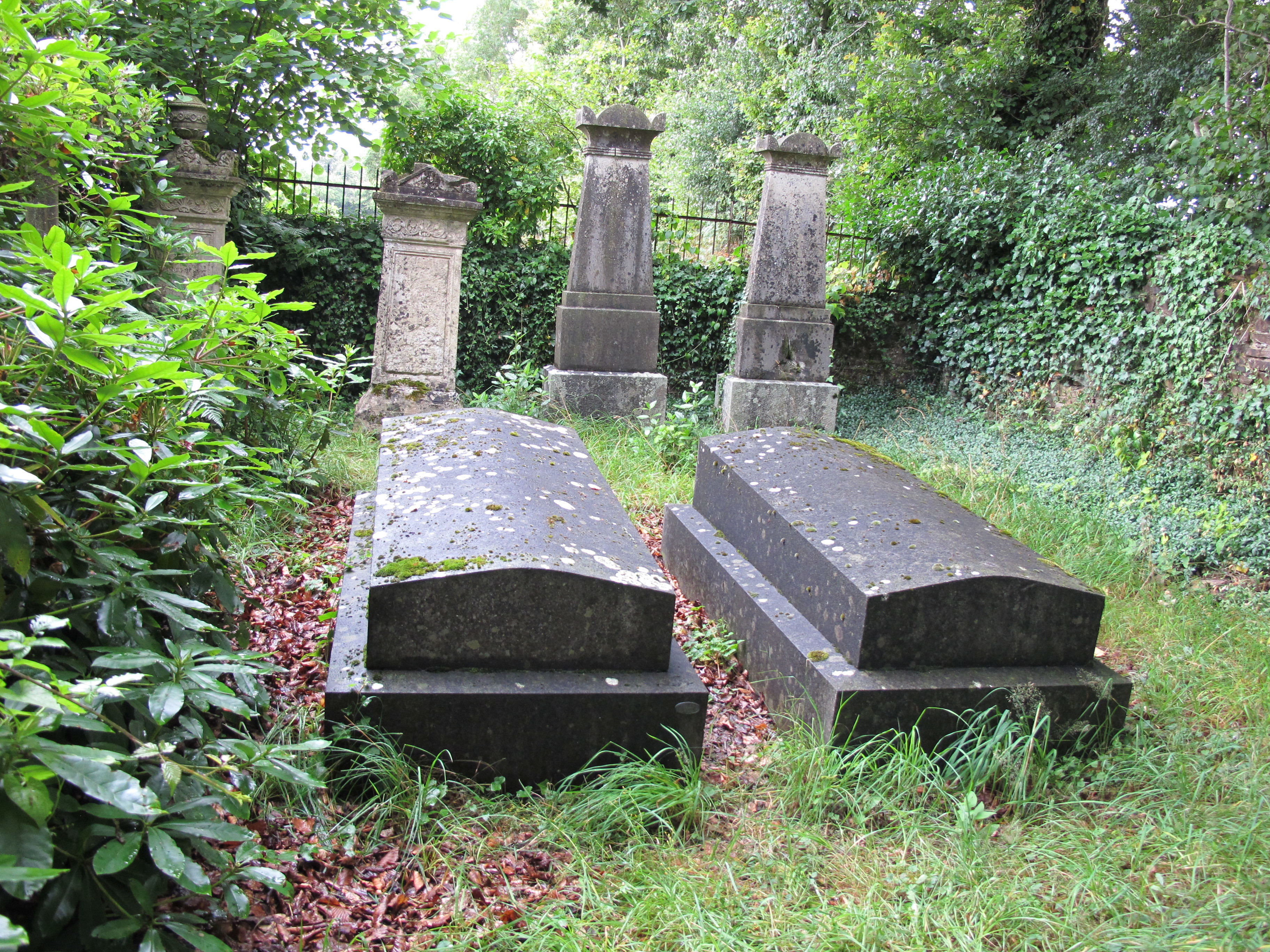
Tumba de Pierre Tranquille Husnot

Pierre Tranquille Husnot ( 1840, Cahan - 1929) fue un botánico francés, especialista en musgos.
Explora Europa, África y América. Publica Muscologia Gallica, Flore analytique et descriptive des hépatiques de France et des contrées voisines (92 pp.) que presenta de 1884 a 1892 y se reedita en 1922.
De 1896 a 1899, publica Graminées. Descriptions, figures et usages des graminées spontanées et cultivées de France, Belgique, Îles Britanniques, Suisse.
Husnot crea la Revue bryologique.

## Otras publicaciones

### Libros
- pierre tranquille Husnot. 1943. Les Cyphoderia de la valleé du Gouëdic, en Saint-Brieuc. Editor P. Lechevalier, 143 pp.

- ---------------------------------------. 1908. Joncées: descriptions et figures des Joncées de France, Suisse & Belgique. Editor Husnot, 27 pp.

- ---------------------------------------. 1906. Cypéracées: descriptions et figures des cypéracées de France, Suisse & Belgique. Editor Par Athis (Orne) T. Husnot, 83 pp.

- ---------------------------------------. 1902. Les prés et les herbages: contenant la manière d'étudier les ... 92 pp.

- ---------------------------------------. 1890. Muscologia gallica: descriptions & figures des mousses de France et des contrées voisines. Volumen 1. Editor T. Husnot, 458 pp.

- ---------------------------------------. 1882. Sphagnologia europaca: descriptions et figures des sphaignes de l'Europe. Editor T. Husnot, 15 pp.

- ---------------------------------------. 1881. Catalogue analytique des hépatiques du nord-ouest. Editor Husnot, 24 pp.

- ---------------------------------------. 1873. Flore analytique et descriptive des mousses du Nord-ouest: (environs de Paris, Normandie, Bretagne, Anjou, Maine) ... Editor F. Savy, 203 pp.

- ---------------------------------------. 1871. Enumeration des glumacees recoltees aux Anti Antilles francaises. Bulletin, Société linnéenne de Normandie. Editor Impr. de F. Le Blanc-Hardel, 35 pp.

- ---------------------------------------. 1870. Catalogue des cryptogames recueillis aux Antilles françaises en 1868 et essai sur leur distribution géographique dans ces îles. Editor Imprimerie de F. Le Blanc-Hardel, Libraire, 60 pp.

## Honores

### Epónimos
Género
- (Asclepiadaceae) Husnotia E.Fourn.[1]

Especies
- (Cyperaceae) Carex husnotiana H.Lév.[2]

- (Juncaceae) Juncus husnotii Rouy[3]

- (Poaceae) Bromus husnotii A.Camus[4]

- (Poaceae) Lolium husnotii Sennen[5]

- (Polypodiaceae) Polypodium husnotii E.Fourn. & Mazé[6]

- La abreviatura «Husn.» se emplea para indicar a Pierre Tranquille Husnot como autoridad en la descripción y clasificación científica de los vegetales.[7]